# Joseph H. Jackson

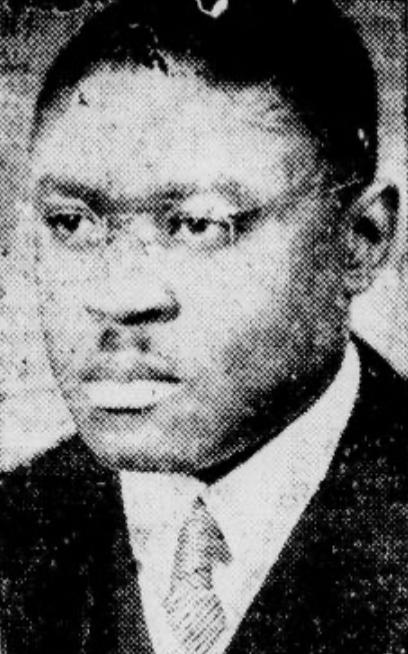
Joseph H. Jackson

Joseph Harrison Jackson (* 11. September 1900 in Rudyard; † 18. August 1990 in Chicago) war ein US-amerikanischer baptistischer Geistlicher.

## Leben
Jackson war der Sohn einer verarmten afroamerikanischen Bauernfamilie aus dem Mississippi Delta. Er erhielt 1926 seinen Bachelor of Arts am Jackson College, 1932 seinen Bachelor of Divinity von der Colgate Rochester Divinity School und 1934 seinen Master of Arts von der Creighton University.
Jackson war schon als 22-Jähriger als baptistischer Geistlicher ordiniert worden. Nachdem er mehrere Jahre an verschiedenen Orten gepredigt hatte, wurde er 1941 Pastor der Olivet Baptist Church in Chicago. Er behielt diesen Posten bis zu seinem Tod. 1953 wurde er zum Vorsitzenden der National Baptist Convention gewählt, einem der größten baptistischen Gemeindebünde. Jackson galt als Vertreter der konservativen Kräfte innerhalb der Baptisten und stellte sich gegen Figuren wie Martin Luther King, die in dieser Zeit die Bürgerrechtsbewegung anführten. Zwar strebte auch Jackson mehr Rechte für die Afroamerikaner an, doch lehnte er die Methode der Massenaktion ab. Auseinandersetzungen mit dem linken Flügel der Baptisten, die mehrfach versuchten, ihn abzuwählen und beispielsweise mit King oder Gardner C. Taylor zu ersetzen, prägten daher den Beginn seiner Amtszeit. Als Jackson bei einem Baptistenkonvent 1961 wiedergewählt wurde, brach Chaos und Gemenge aus, bei dem ein Delegierter, Arthur G. Wright, von der Bühne fiel und später an einer Kopfverletzung starb. Jackson warf dieses Unglück den Unterstützern Kings vor, diese wiederum warfen ihm Verleumdung vor. Die linken Kräfte brachen im selben Jahr mit der National Baptist Convention und gründeten ihre eigene Progressive National Baptist Convention, die sich mehr für die Bürgerrechtsbewegung einsetzen würde. Jackson wurde 1982 abgewählt, sein Nachfolger wurde der Bürgerrechtler T. J. Jemison.
Jackson verstarb am 18. August 1990 in Chicago.